# Заговор в Каире
«Заговор в Каире» (англ. Boy from Heaven, буквальный перевод — «Парень с небес») — художественный фильм шведского режиссёра египетского происхождения Тарика Салеха, премьера которого состоялась в мае 2022 года на Каннском кинофестивале. Получил приз фестиваля за лучший сценарий, был выдвинут на «Оскар» от Швеции и вошёл в шорт-лист из 15 номинантов в категории «Лучший иностранный художественный фильм».

## Сюжет
Действие фильма происходит в Египте, в мусульманском университете аль-Азхар. После смерти верховного имама аль-Азхара разворачивается борьба за его место, в которой участвует и НСБ. Три главных кандидата на пост шейха — слепец Негм, занимающий независимую позицию, лоялист Беблави и близкий Братьям-мусульманам Дурани. Глава НСБ ставит перед подчинёнными задачу добиться избрания Беблави.
Студент университета Адам, приехавший в Каир из деревни, случайно становится свидетелем убийства другого студента Зизу, осведомителя полковника НСБ Ибрагима. Выясняется, что Зизу незадолго до гибели предложил Адама на своё место. Ибрагим просит Адама помочь с расследованием и сблизиться с несколькими студентами во главе с Солиманом, которых подозревают в экстремизме. Тот успешно выполняет это задание. Шейха Негма по его собственному требованию арестовывают за убийство Зизу, хотя очевидно, что он невиновен. Солиман раскрывает Адама и едва не убивает его, но Ибрагим спасает информатора. Адама назначают на место Солимана помощником Дурани, он узнаёт, что у шейха есть внебрачный ребёнок, и это исключает Дурани из списка кандидатов в верховные имамы. Шейхом аль-Азхара становится Беблави.
Ибрагим узнаёт от своего начальника Собхи, что Зизу был устранён НСБ, и получает приказ убить Адама. Вместо этого он пытается помочь Адаму бежать, но в итоге обоих арестовывают. В тюрьме Собхи угрожает Адаму пытками и требует признания в убийстве Зизу. Ибрагиму удаётся убедить начальника НСБ позволить Адаму поговорить с Негмом, так как последний знает о роли спецслужб в убийстве Зизу и собирается рассказать об этом на суде под камерами. Адам убеждает Негма отказаться от показаний, ему позволяют вернуться домой. Он решает оставить науку и стать рыбаком, как его отец.

## В ролях
- Тауфик Бархом[англ.] — Адам
- Фарес Фарес — Ибрагим
- Мохаммад Бакри[англ.] — генерал НСБ аль-Сакран
- Макрам Хури — шейх Негм
- Мехди Дехби[англ.] — Зизу
- Джалаль Альтави[англ.] — шейх Беблави
- Шерван Хаджи[англ.] — Солиман

## Создание и оценки
Так как режиссёру фильма Тарику Салеху запрещён въезд в Египет, съёмки проходили в Турции, в основном в мечети Сулеймание. Салех позже рассказывал, что, работая над «Заговором в Каире», вдохновлялся романом Умберто Эко «Имя розы» и недавними событиями в Египте. Премьера состоялась в мае 2022 года на Каннском кинофестивале, где картина получила приз за лучший сценарий. «Заговор в Каире» был выдвинут от Швеции на «Оскар-2023» в номинации «Лучший иностранный художественный фильм».
Критики сравнивали «Заговор в Каире» с фильмом Жака Одиара «Пророк». Для Питера Брэдшоу из The Guardian «Заговор» — «эффектная шпионская драма, высмеивающая продажность египетских власти и церкви, дерзкая антиклерикальная картина, демонстрирующая, как за спектаклем веры кроются реалии коррупции и лицемерия». По словам Джордана Минцера из Hollywood Reporter, в фильме показан «изолированный мир, который одновременно фотогеничен и драматичен, с внутренней борьбой за власть в мечети, интригами и тайными махинациями, которые занимают центральное место в, по сути, классическом шпионском кино, одетом в молитвенную таубу». Елена Зархина из «Газеты.ру» характеризует картину как «шпионский триллер, рассказанный в форме молитвы», для Владимира Бурдыгина («Фильм.ру») это «очередной шпионский триллер, выделяющийся из числа многих прочих только необычными декорациями».
На сайте-агрегаторе отзывов Rotten Tomatoes «Заговор в Каире» получил рейтинг 85 % при средней оценке 7,4 из 10.